# Schlacht bei Kloster Kampen
Hastenbeck – Krefeld – Sandershausen – Mehr – Lutterberg 1758 – Bergen – Minden – Gohfeld – Fulda – Korbach – Emsdorf – Warburg – Rhadern – Kloster Kampen – Langensalza – Saalfeld – Vellinghausen – Arnsberg – Wilhelmsthal – Lutterberg 1762 – Brücker Mühle
Die Schlacht bei Kloster Kamp, oder Kloster Camp, (fr. Bataille de Clostercamp) in der Literatur meist Kloster Kampen genannt (eigentlich von der Bedeutung Gefecht), war ein taktischer Sieg der französischen über britisch-alliierte Truppen im Siebenjährigen Krieg bei Kamperbruch. Die Alliierten erlitten zwar nur relativ geringe Verluste, mussten aber ihre Angriffspläne aufgeben und sich wieder über den Rhein zurückziehen.

## Vorgeschichte
Im Herbst 1760 suchte der alliierte Oberbefehlshaber Ferdinand von Braunschweig eine Bedrohung Kur-Hannovers durch französische Truppen zu verhindern. Er zog 20.000 Mann zusammen, um die Franzosen nach Westen zu drängen. Der französische Befehlshaber der preußischen Festung Wesel bereitete seine Verteidigung vor, indem er an der Lippe-Mündung die Rhein-Brücke niederbrennen ließ. Generalleutnant Charles Eugène Gabriel de La Croix, Marquis de Castries, eilte unterdessen mit zusätzlichen Kräften heran, um die Weseler Garnison zu schützen.
Ferdinand von Braunschweig begann die Belagerung von Wesel durch den Bau von zwei Ponton-Brücken über den Rhein. Schließlich traf er auf Castries Armee in der Nähe von Kloster Kamp westlich des Flusses.
Generalmajor George Augustus Eliott kommandierte die Vorhut, bestehend aus zwei Eskadrons preußischer Husaren, den 1st (Royal) Dragoons, den 6th (Inniskilling) Dragoons, dem 87th Regiment of Foot (Keith’s Highlanders) und dem 88th Regiment of Foot (Highland Volunteers). Die Hauptkräfte umfassten zwei Bataillone Grenadiere, das 20th Regiment of Foot, das 23rd (Royal Welch Fusiliers) Regiment of Foot, das 25th Regiment of Foot (King’s Own Scottish Borderers), zwei kurhannoversche Bataillone und zwei hessen-kasselsche Bataillone.
Hinter der Hauptarmee war eine Kavallerieeinheit, die 10th Dragoons und 10 Eskadrons kurhannoverscher und hessen-kasselscher Kavallerie. Eine Reservetruppe des 11th und des 33rd Regiment of Foot sowie das 51st Regiment of Foot und fünf hessen-kasselsche Bataillone lagen einige Meilen hinter dem Hauptteil der Armee.

## Schlacht
Die Schlacht begann in der Nacht, als die alliierte Vorhut französische Truppen aus dem Kloster Kamp herausdrängte und eine Brücke über den Kanal einnahm. Das Geschützfeuer der französischen Verteidiger alarmierte ihre Hauptarmee. Der Morgen brach an, als die alliierten Fußregimenter eingriffen. Die schottischen Highlander-Regimenter schafften es, die Flanke der französischen Armee zu umgehen und sie zurückzudrängen.
Der Marquis von Castries brachte nun neue Truppen in das Gefecht und gemeinsam mit den zurückgedrängten Einheiten begann er eine Konteroffensive gegen die alliierten Fußtruppen. Sie konnten die alliierten Truppen wieder über den Kanal zurückdrängen. Auch wenn die alliierten Reserveeinheiten herannahten, waren sie doch zu weit entfernt, um den französischen Angriff zu stoppen.
Am westlichen Kanalende konnte Eliott mit drei britischen Kavallerie-Regimentern den französischen Vormarsch unterbrechen, was den Fußtruppen erlaubte, das Nordufer wieder zu gewinnen. Die Reserve erwirkte eine Pufferzone, die den zurückgedrängten Truppen den Übergang über den Rhein ermöglichen sollte. Allerdings war die Pontonbrücke inzwischen unbrauchbar geworden, so dass es zweier Tage bedurfte, bis die Truppen über den Rhein setzen konnten. Zum Glück für die Alliierten setzten die Franzosen nicht konsequent nach. Die Alliierten konnten sich so vollständig retten.